# John G. Sargent
Pour les articles homonymes, voir Sargent.
John Garibaldi Sargent, né le 13 octobre 1860 à Ludlow (Vermont) et mort le 5 mars 1939 au même endroit, est un juriste et homme politique américain. Membre du Parti républicain, il est procureur général des États-Unis entre 1925 et 1929 dans l'administration du président Calvin Coolidge. 

## Biographie
John G. Sargent n'était pas le premier choix de Calvin Coolidge, mais la nomination de son favori, Charles B. Warren, ayant été rejetée par le Sénat, il dut se rabattre sur John G. Sargent, l'un de ses cousins.